# 日本海號列車
日本海號是曾由東日本旅客鐵道（JR東日本）所營運的藍色列車臥鋪特急，行駛於大阪車站與青森車站之間。行經JR京都線（東海道本線）、湖西線、北陸本線、信越本線、羽越本線及奥羽本線。
因大阪與東北地方間的夜間巴士往北僅行駛到仙台市及山形市，此列車成為山形縣庄内地方、秋田縣及青森縣等地夜間唯一可前往關西地區的長途公共交通工具，所以常有許多修學旅行的團體搭乘此列車。
但因為車體老舊及搭乘率下降等原因，2012年3月17日起修正的時刻表，日本海號與北國號列車（行駛於大阪新潟間）不再每日行駛，而只在旅客較多的期間做為臨時列車行駛。2013年1月6日开行最后一班临时列车后，本列车再未开行，并隨著北陸新幹線於2015年3月14日開通長野－富山－金澤間路段，使得與北陸新幹線平行之北陸本線路段已被分拆為3個第三鐵道部門經營，以及青森车辆中心于2015年内对其所属之24系客车作全部报废处理而名存實亡。